# Sierra de Meira
La sierra de Meira es una alineación montañosa perteneciente a la cordillera Cantábrica en la provincia de Lugo, España. Se extiende al oeste del río Eo. En su vertiente oeste nace el río Miño y en el este el río Eo. Está formada por pizarras paleozoicas.

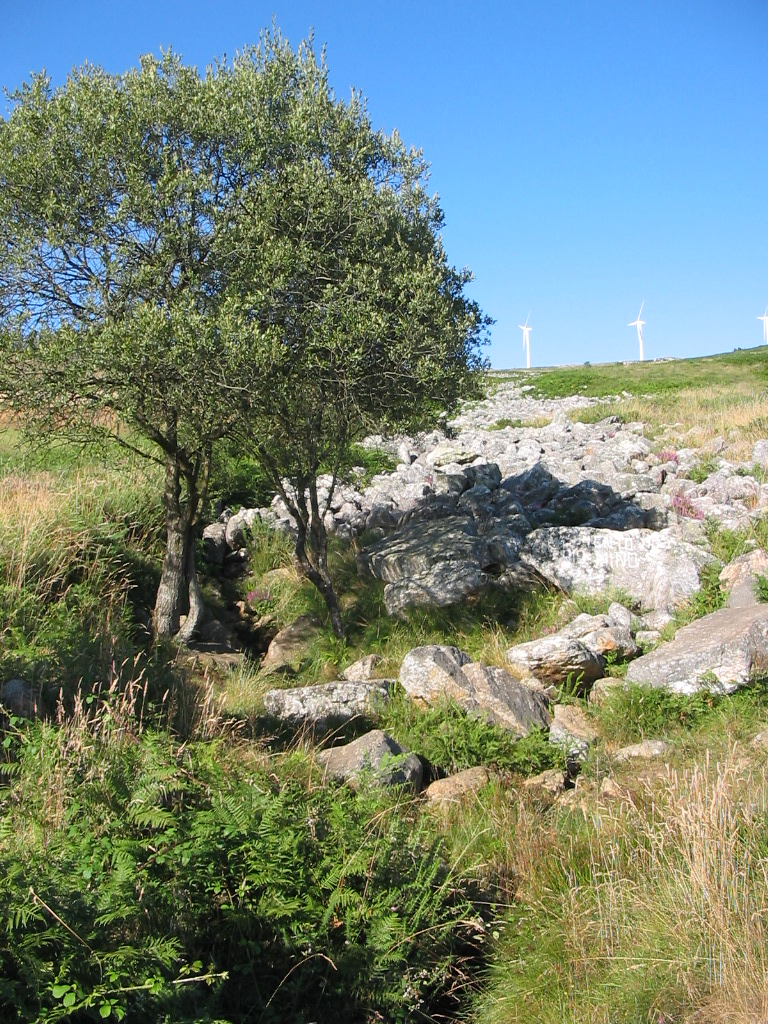
Nacimiento del río Miño en el pedregal de Irimia.